# Rhaphiptera lavaissierorum
Rhaphiptera lavaissierorum là một loài bọ cánh cứng trong họ Cerambycidae.